# Kebri Dahar
Kebri Dahar (somalski: Qabridahare) je grad na istoku Etiopije, u Regiji Somali u Zoni Korahe. Kebri Dahar je udaljen oko 10022 km istočno od glavnog grada Adis Abebe, te oko 385 km istočno od regionalnog središta Jijige. Kebri Dahar leži na nadmorskoj visini od 493 metara, i najveći je grad u woredi Kebri Dahar.
Kebri Dahar ima Zračnu luku (ICAO kod HAKD, IATA kod ABK). 

## Povijest
Najraniji zapis o Kebri Daharu je iz 1931., tada je to bio vojnički logor u kojem je harala malarija, iako je naselje bilo udaljeno oko 500 metara iznad rijeke, ipak to nije bilo dovoljno da zaustavi brojne komarce .
Kebri Dahar je dobio bolnicu 1958., tada ga je posjetio i car Haile Selasije. 1966. izgrađena je cesta koja je povezala Kebri Dahar, s novoutemeljenim gradom Gode. 
Za vrijeme Ogadenskog rata, Kebri Dahar neuspješno je branila je od somalske invazije 9 brigada etiopske vojske, koja se iz grada povukla u paničnom neredu.Etiopska 3. brigada ponovno je zauzela Kebri Dahar 8. ožujka 1978.

## Stanovništvo
Prema podacima Središnje statističke agencije Etiopije -(CSA) za 2005. grad Kebri Dahar imao je 36,191 stanovnika, od toga 19.327 muškaraca i 16,864 žena.Dvije najveće etničke grupe u gradu su Somalci 89,02%, i Amharci s 2,58%, sve ostale etničke grupe zajedno imaju 8,4% stanovnika.